# قورولتاي

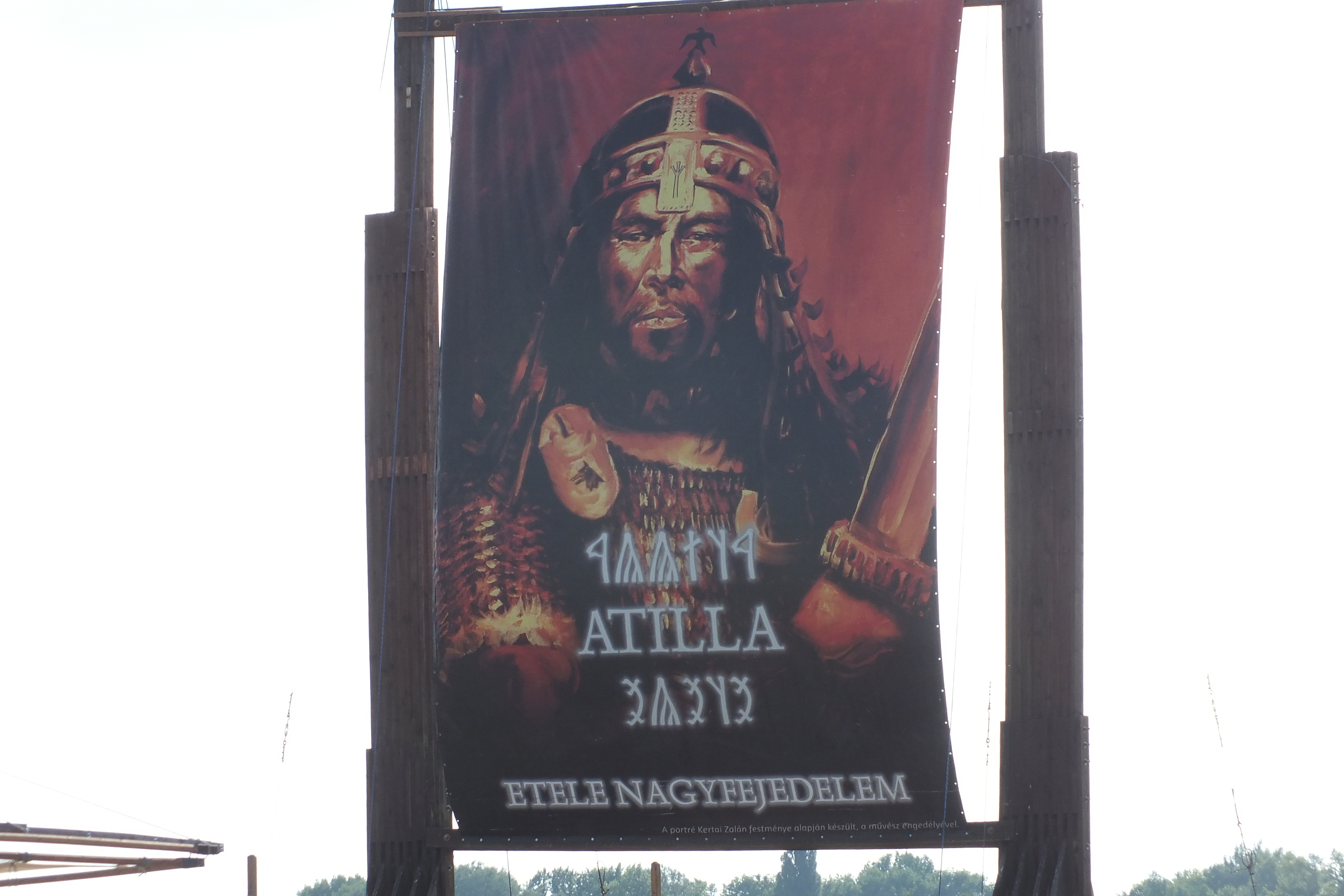

القورولتاي (المنغولية: ᠻᠦᠷᠦᠯᠳᠠᠶ، Хуралдай، Khuraldai ؛ بالتركية العثمانية: قورولتای)  عدل  كان مجلسًا سياسيًا وعسكريًا للمغول القدماء وبعض الزعماء الأتراك والخانات. جذر الكلمة هو khur- «جمع»، والذي يتكون من معنى خوري «الاجتماع» أو «التجمع» باللغتين التركية والمنغولية. Khuraldai، khuruldai أو khuraldaan تعني «التجمع»، أو أكثر، حرفيًا، "intergatheration". هذا الجذر هو نفسه كما هو الحال في الكلمة المنغولية иурим (khurim)، والتي تعني «العيد» ويشير أصلاً إلى التجمعات الاحتفالية الكبيرة على السهوب ولكن يستخدم بشكل رئيسي بمعنى «الزفاف» في العصر الحديث.

## الإمبراطورية المغولية
تم انتخاب جميع الخانات العظمى للإمبراطورية المنغولية، على سبيل المثال جنكيز خان وأوقطاي خان، رسميًا في قورولتاي؛ تم انتخاب خانات الولايات المنغولية التابعة، مثل القبيلة الذهبية، من قبل قورولتاي الإقليمية المماثلة.
خلال القورولتاي، كان جميع زعماء المنغول يجتمعون من أجل اختيار الخان العظيم القادم. كان القورولتاي، في كثير من الأحيان ولكن لم يتم الاحتفاظ به دائمًا في عاصمة الإمبراطورية المنغولية، وقتًا لتعيين جميع المناصب القيادية الحاسمة وأيضًا فرصة لتحديد الاتجاه العسكري الذي سيتم تنفيذه في عهد خان الجديد والقيادة الجديدة المذكورة أعلاه.

بعد انتخاب خان الجديد، يتم اتباع إجراء تفصيلي للتراخ. وصف يوهان شيلتبيرجر، وهو مسافر ألماني من القرن الخامس عشر، ترنصب الخان الجديد للقبيلة الذهبية على النحو التالي (مقتبس في ): 
| « | عندما يختارون ملكًا، يأخذونه ويجلسونه على أبيض شعر ، ويرفعونه ثلاث مرات. ثم يرفعونه ويحملونه حول الخيمة، ويجلسوه على العرش، ويضعون في يده سيفًا ذهبيًا. ثم يجب أن يؤدي اليمين كما هي العادة. | » |

 لا شك في أن الأمراء والبويار الروس، الذين اضطروا إلى الانتظار في سراي حتى ينتخب قورولتاي خان جديد، ثم يعيدون إصدار يارليكس خاصتهم، سيشهدون في كثير من الأحيان طقوس خان كوتيرمياك هذه، التي أصبحت أكثر تواتراً وعقيمة. خلال وقت منتصف القرن الرابع عشر من الاضطرابات في القبيلة الذهبية، مما أدى إلى ظهور الكلمة الروسية "кутерьма" (kuter'ma)، والتي تعني «الركض بلا معنى». 
كانت قورولتاي تجمعات إمبريالية وقبلية لتحديد وتخطيط وتحليل الحملات العسكرية وتعيين الأفراد في مناصب وألقاب قيادية. أُعلن جنكيز خان خانًا في قورولتاي من 1206 م. معظم الحملات العسكرية الكبرى تم التخطيط لها لأول مرة في مثل هذه الجمعيات، وكان هناك جمعيات أقل ذات أهمية أدنى من قورولتاي الإمبراطورية المغولية تحت قيادة القادة السياسيين والجنرالات.
ومع ذلك، فقد تطلب القورولتاي حضور كبار أعضاء القبائل المشاركين، والذين كانوا أيضًا قادة عسكريين. وهكذا، فإن وفاة أوجيدي ومونككي في عام 1241 م و 1259 م على التوالي، استلزم انسحاب القادة المغول (والقوات) من ضواحي فيينا والبندقية (في عام 1241) ومن سوريا (في عام 1259)، مما أعاق العمليات العسكرية ضد النمساويون والمماليك.
على الرغم من أن قورولتاي كان حدثًا سياسيًا هامًا في العالم المنغولي، إلا أنه كان أيضًا مهرجانًا من نوعٍ ما بما في ذلك الاحتفالات الرائعة والألعاب التقليدية المختلفة. تم تنفيذ العديد من هذه التقاليد في الحدث المنغولي الحديث ألعاب مغولية، والذي يتضمن المصارعة المنغولية وسباق الخيل والرماية.

## الاستخدام الحديث
مختلف الشعوب المنغولية والتركية الحديثة تستخدامه بالمعنى السياسي أو الإداري، كمرادف للبرلمان، الكونغرس، مؤتمر، مجلس، التجمع، اتفاقية، وجمع. الأمثلة هي: عالم القورولتاي البشكيريون، وقورولتاي الرابع لتتار القرم، وقورولتاي الوطني لجمهورية قيرغيزستان، وخورال الدولة العظمى لمنغوليا، والخورال الشعبي لبورياتيا، وقورولتاي اليوم في هنغاريا (المجر: Kurultáj).
في المنغولية، لا تزال الأشكال التالية للكلمة قيد الاستخدام اليوم: khuraldai، khuraldaan و khural . Ulsin Deed Shuukhiin Khuraldaan يعني «جلسة المحكمة العليا الوطنية».
هجاء أخرى تشمل: kurultay، qurultay، qurıltai، qorıltay، و qoroltay .
تحتوي الكلمة على العديد من الاستخدامات الحديثة في اللغة التركية الحديثة أيضًا، على سبيل المثال Yükseköğretim Kurulu «مجلس التعليم العالي»، genel kurul toplantısı «اجتماع مجلس الإدارة العام». Kurultay هي أيضًا كلمة شائعة الاستخدام في المعنى التركي الحديث «الجمعية العامة»، مثل المنظمات واللجان إلخ. Kurulmak هو أيضا فعل بالمعنى التركي «ليتم تأسيسها».

## الحواشي
1. 1 2  بالتركية الأناضولية الحديثة: Kurultay؛ (بالأذرية: Qurultay)؛ (بالأوزبكية: Qurultoy)‏‎؛ (بالتركمانية: Gurultaý)‏ بالقازاقية: Құрылтай, Qurıltay; (بالتتارية: Корылтай)‏, Qorıltay; (بالباشقيرية: Ҡоролтай)‏, Qoroltay; (بالأذرية: Qurultay)‏

## روابط خارجية
- كورلتاي من القرم التتار الناس
- فيديو (بلغة البشكير) عن كورولتي العالم الثاني لبوشكير